# Hoffmannia regalis
Hoffmannia regalis là một loài thực vật có hoa trong họ Thiến thảo. Loài này được (Hook.) Hemsl. mô tả khoa học đầu tiên năm 1881.